# Ciara Bravo
Ciara Quinn Bravo, född 18 mars 1997 i Alexandria i Kentucky, är en amerikansk skådespelare, komiker och röstskådespelare. Hon är mest känd för rollen som Katie Knight i Big Time Rush.
Hon är även med i andra filmer som Swindle och To the Bone. Ciara har också varit med i serien Red Band Society, där hon spelade anorektiska Emma Chota.

## Filmografi i urval

### Film
- Änglar och demoner
- The Cafeteria
- Washed Up
- Open Season 3
- Cinnamon
- Big Time Movie
- Swindle
- Jinxed
- Neighbors 2: Sorority Rising
- To the Bone
- The Long Dumb Road

### TV
- Can You Teach My Alligator Manners?
- Special Agent Oso
- Big Time Rush
- BrainSurge
- Happiness Is a Warm Blanket, Charlie Brown
- Ice Age: A Mammoth Christmas
- Pingvinerna från Madagaskar
- Figure It Out
- Supah Ninjas
- The Haunted Hathaways
- AwesomenessTV
- Red Band Society
- Second Chance
- NCIS
- Agents of S.H.I.E.L.D.
- Wayne